# Carlo Felice Gambino
Carlo Felice Gambino (Catania, 1724 – Catania, 9 marzo 1801) è stato un giurista, poeta e letterato italiano, cittadino del Regno di Sicilia, che produsse esclusivamente in lingua siciliana.

## Biografia
Nacque nel 1724 da una famiglia catanese, e nel 1747 riuscì a conseguire la laurea in giurisprudenza presso l'Università di Catania. Esercitò proficuamente l'avvocatura nella città etnea e fu nominato professore di "Diritto nazionale siciliano" nell'Ateneo catanese ricoprendo altresì incarichi nell'ambito della magistratura locale. Sposò la nobildonna messinese Antonietta Calabrò Ciampoli (1732-1790) appartenente ad una famiglia del notabilato terriero originaria di Pagliara e Savoca e da costei ebbe una figlia, Rosa Gambino, nata nel 1751.
Solo in età matura, dopo il 1764,  palesò interessi letterari e la passione poetica. Durante la sua frequentazione di comitive scherzose improvvisava rime in lingua siciliana, prendendo quasi sempre bonariamente spunto dagli aspetti comici e grotteschi della società a lui contemporanea. Compositore di ispirazione satirica, scherzosa e popolare, fu amico del poeta Giovanni Meli e frequentò altresì Vincenzo Cardile che era compaesano della moglie. 
Morì a Catania il 9 marzo 1801.
Nonostante la discreta notorietà letteraria riscossa, preferì lasciare inedite le sue opere. Solo nel 1816 venne pubblicata, postuma, a Catania, a cura di Francesco Pastore, la raccolta intitolata "Poesie siciliane", comprendente gran parte della sua produzione.

## Opere
La produzione del Gambino fu abbastanza variegata. L'autore si presenta come poeta arguto, caratterizzato da un marcato senso della natura, formalmente proteso verso un linguaggio figurato e metaforico e verso l'uso di motti e proverbi di origine popolare all'interno di un tessuto linguistico profondamente imbevuto della lingua siciliana.
Nella grande raccolta "Poesie siciliane" sono incluse:
- Coronale, (ottave legate a corona, come i sonetti), una serie di trenta ottave sopra diversi soggetti, centotrentadue ottave su argomenti occasionali riferiti allo sguardo o agli occhi di qualche bella donna.
- Canto, poemetto di stampo patriottico sulla Sicilia.
- La Ninazzeide, poemetto bernesco in quarantacinque ottave, in cui l'autore prende in giro in maniera quasi oscena una sua vecchia e laida cameriera che, rimasta due volte vedova, decide di sposarsi per la terza volta con un uomo molto più anziano di lei.
- Lu visalocu di l'agghiastru, poemetto comico-satirico ispirato ad un fatto realmente accaduto; due contadini avviano una causa per ottenere la proprietà di un ulivo selvatico nato sul confine tra i loro poderi, ma truffati dai loro rispettivi avvocati, decidono di comune accordo di sradicare l'albero e fare pace. Qui il Gambino pone l'accento sulla malafede degli avvocati.
- L'Appendice, che narra in cinquantasei quartine il caso di un eccesso giudiziario molto simile al precedente.
- Le Ottave sacre, espressione grezza ma genuina di un tipo di religiosità di stampo prettamente medievale, in cui si manifesta lo spirito di sofferenza, il senso del disfacimento, la fugacità del tempo e delle gioie terrene. In queste tematiche il Gambino è accomunato al poeta suo concittadino Domenico Tempio.